# Ohlangen
Ohlangen ist ein Gemeindeteil des Marktes Thalmässing im Landkreis Roth (Mittelfranken, Bayern). Die Gemarkung Ohlangen hat eine Fläche von 3,708 km². Sie ist in 423 Flurstücke aufgeteilt, die eine durchschnittliche Flurstücksfläche von 8766,03 m² haben. In ihr liegt neben dem namensgebenden Ort der Gemeindeteil Rabenreuth.

## Lage
Das Kirchdorf liegt unterhalb der Jurahochebene, rund drei Kilometer westlich von Thalmässing. In Ohlangen entspringt die Ohlach, die sich mit weiteren Quellbächen vereinigt und zwischen Alfershausen und Thalmässing in die Thalach fließt. Eine Gemeindeverbindungsstraße führt nach Thalmässing und Rabenreuth.

## Geschichte
Die erste urkundliche Erwähnung von Ohlangen datiert von 1329, ein Pfarrer Petrus wird hier genannt. 1454 war Ohlangen eine eigene Pfarrei mit den Herren von Heideck als Patronatsherren.
Die ehemals eigenständige Gemeinde mit ihrem Gemeindeteil Rabenreuth wurde am 1. Juli 1971 im Zuge der Gemeindegebietsreform nach Thalmässing eingegliedert.
Ohlangen ist mit seiner Kirche St. Gregorius der einzige Ort des Markt Thalmässing mit einer katholischen Bevölkerungsmehrheit. Der Ort ist aufgrund seiner früheren Zugehörigkeit zu Heideck katholisch.

## Bau- und Bodendenkmäler
- Zwischen Ohlangen und Thalmässing liegt eine 150 × 100 m große spätkeltische Viereckschanze aus der Zeit um 150 – 50 v. Chr.
- Die katholische Kirche St. Gregor ist eine Chorturmanlage aus dem 14. Jahrhundert.

## Persönlichkeiten
- Georg Amend (1899–nach 1947), Präsident des Reichsaufsichtsamts für Privatversicherung

## Sonstiges
Am dritten Wochenende im Oktober wird Kirchweih gefeiert.